# Wallfahrtskirche Maria Hilf (Vilsbiburg)

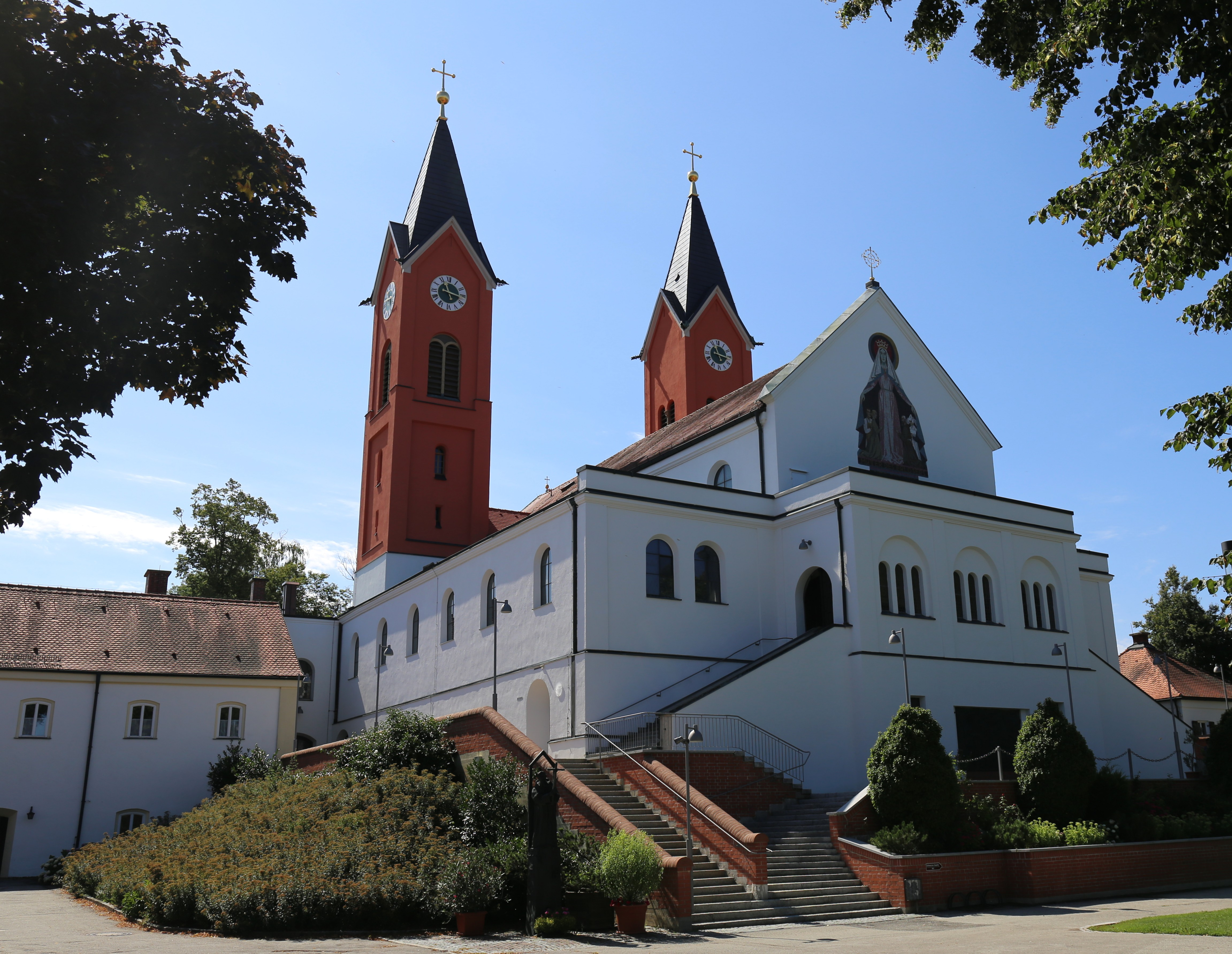
Wallfahrtskirche Maria Hilf (2019)

Die römisch-katholische Wallfahrtskirche Maria Hilf ist eine neuromanische Kirche auf einer Anhöhe am südlichen Ortsrand der Stadt Vilsbiburg in Niederbayern. Neben der Pfarrkirche Mariä Himmelfahrt im Stadtzentrum ist Maria Hilf die zweite große Kirche Vilsbiburgs und wird in Abgrenzung zu dieser auch Bergkirche genannt.

## Geschichte
Die Wallfahrtskirche und die Wallfahrt dorthin gehen auf den Kaminkehrer Donatus Barnabas Orelli (1642/1649–1734) aus Locarno zurück. Er hatte sich in Vilsbiburg niedergelassen und war dort zu einigem Wohlstand gelangt. Unter der Bedrohung durch die Zweiten Wiener Türkenbelagerung, die am 12. September 1683 im Zeichen der Tageslosung „O Maria hilf!“ überwunden werden konnte, entstanden das katholische Fest Mariä Namen (12. September) und die Maria-Hilf-Verehrung erlebte einen deutlichen Aufschwung.
Aus einer privaten Stiftung Orellis wurde zunächst auf einem Hügel nahe der Stadt Vilsbiburg ein Kalvarienberg gestaltet. Am 27. Mai 1686 legte Bernhard Hintershuber, Abt von Sankt Veit, den Grundstein für eine Maria-Hilf-Kapelle, welche unter dem Baumeister Domenico Christophorus Zuccalli entstand, Mitte des folgenden Jahres fertiggestellt und am 3. August 1687 geweiht wurde.
In der kleinen Rotunde wurde ein Maria-Hilf-Gnadenbild zur Verehrung ausgesetzt, bald setzte eine rege Wallfahrtstätigkeit ein. Die Betreuung dieser Wallfahrt übernahmen zunächst die Augustiner-Eremiten aus dem Kloster Seemannshausen bei Gangkofen, ab 1705 dann die Kapuziner. Orelli setzte sich in Rom dafür ein, dass seiner Kapelle Ablässe und Reliquien gewährt würden und wurde dabei vom Pfleger Maffei von Vilsbiburg unterstützt, der mit Papst Innozenz XI. verwandt war. So gewährten sowohl Papst Innozenz XI. als auch Papst Alexander VIII. der Wallfahrt für das Fest Mariä Himmelfahrt einen Ablass.

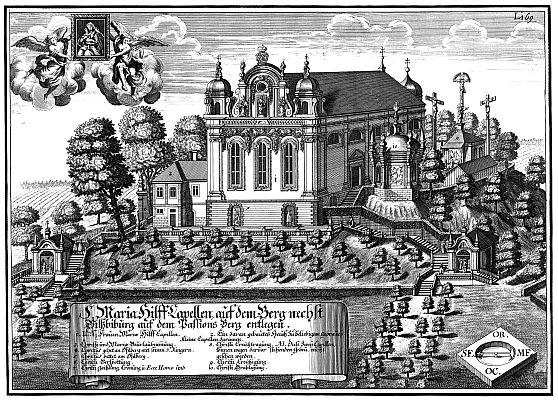
Die Wallfahrtskirche auf einem Kupferstich von Michael Wening um 1705

Schon 1691 musste die Kapelle wegen des anwachsenden Besucherstromes erweitert werden. Dafür konnte erneut Zuccalli als Baumeister gewonnen werden. Zehn Jahre später wurde ein Langhaus angefügt. Nach dem Tod Zuccallis im Herbst 1702 übernahm der Landauer Maurermeister Dominicus Magazin (auch: Domenico Mazio oder Dominikus Magzin, gebürtig wie Zuccalli von Roveredo) die Arbeiten. Es entstand ein stattliches barockes Gotteshaus mit drei Altären, das am 13. September 1710 durch den Regensburger Weihbischof Albert Ernst von Wartenberg benediziert wurde. Im Umkreis der Kirche und des Kalvarienberges wurden auch sieben kleine Passionskapellen mit Darstellungen aus der Leidensgeschichte Christi aufgebaut. Diese sind auf dem Kupferstich der Wallfahrtskirche von Michael Wening aus der Zeit um 1705 zu sehen. Von den Kapuzinern wurde 1705 ein Pilgerhospiz eröffnet. Sie übernahmen bis 1803 die Betreuung der Wallfahrtskirche und der Wallfahrer.
Durch die Gründung einer Bruderschaft „Mariä Namen“ in Vilsbiburg, aber auch durch das tägliche Rosenkranzgebet und das vierzigstündige Gebet in der Fastenzeit wurden vor allem aus der näheren Umgebung immer mehr Besucher angezogen, so dass 1793 die Kirche ein drittes Mal erweitert werden musste. Die Arbeiten unter dem Vilsbiburger Maurermeister Lorenz Mayr wurde drei Jahre später abgeschlossen. 1802 mussten die Kapuziner im Zuge der Säkularisation Vilsbiburg verlassen. Die Wallfahrtskirche blieb dank der Intervention des Vilsbiburger Landrichters Benedikt von Peyrer erhalten. Die Funktion als Wallfahrtsseelsorger übernahmen bis 1846 Diözesanpriester.
Anfang des 19. Jahrhunderts zeigte die Barockkirche, die ohne solides Fundament errichtet worden war, erste bauliche Schäden. 1831 kam es zu einem großen Einschnitt, denn das Gotteshaus musste wegen Baufälligkeit abgerissen werden. In der Zeit von 1832 bis 1836 entstand eine neuromanische Wandpfeilerkirche mit Apsis nach den Plänen von Joseph Schlotthauer, einem Professor an der Königlichen Akademie der bildenden Künste in München. Trotz des Neubaus, der am 14. August 1836 geweiht wurde, empfanden die Wallfahrer den Verlust ihrer geliebten Barockkirche besonders stark.
1846 übernahm erneut eine Ordensgemeinschaft die Wallfahrtsseelsorge, die Redemptoristen. Sie konnten sich aufgrund des Kulturkampfes allerdings nur bis 1873 halten. Kurz vor ihrem Weggang gaben sie dem Ort nochmals einen Wallfahrtsimpuls. Denn der Redemptoristenbruder Max Schmalzl hatte 1872 eine Ikone in das Gewölbe der Hauskapelle des ehemaligen Klosters gemalt, die derjenigen Ikone aus dem 14. Jahrhundert entsprach, die 1867 nach wechselvollen Irrfahrten von Papst Pius IX. dem Redemptoristenorden für seine Kirche Sant’Alfonso in Rom an der Via Merulana anvertraut wurde. So erlangte diese Ikone auch in der Umgebung von Vilsbiburg große Bekannt- und Beliebtheit. Für dreizehn Jahre übernahmen erneut Diözesanpriester die Wallfahrtskirche. Unter Wallfahrtsdirektor Ignaz Berger (1877–1886) wurde die Kirche auf ihre heutige Größe erweitert. Die Arbeiten umfassten im Wesentlichen die Errichtung zweier breiter Seitenschiffe, einer Vorhalle für das Langhaus und eines ersten Turmes. Am 7. September 1880 wurde die Kirche erneut geweiht. Bis 1885 erbaute man den zweiten Turm.

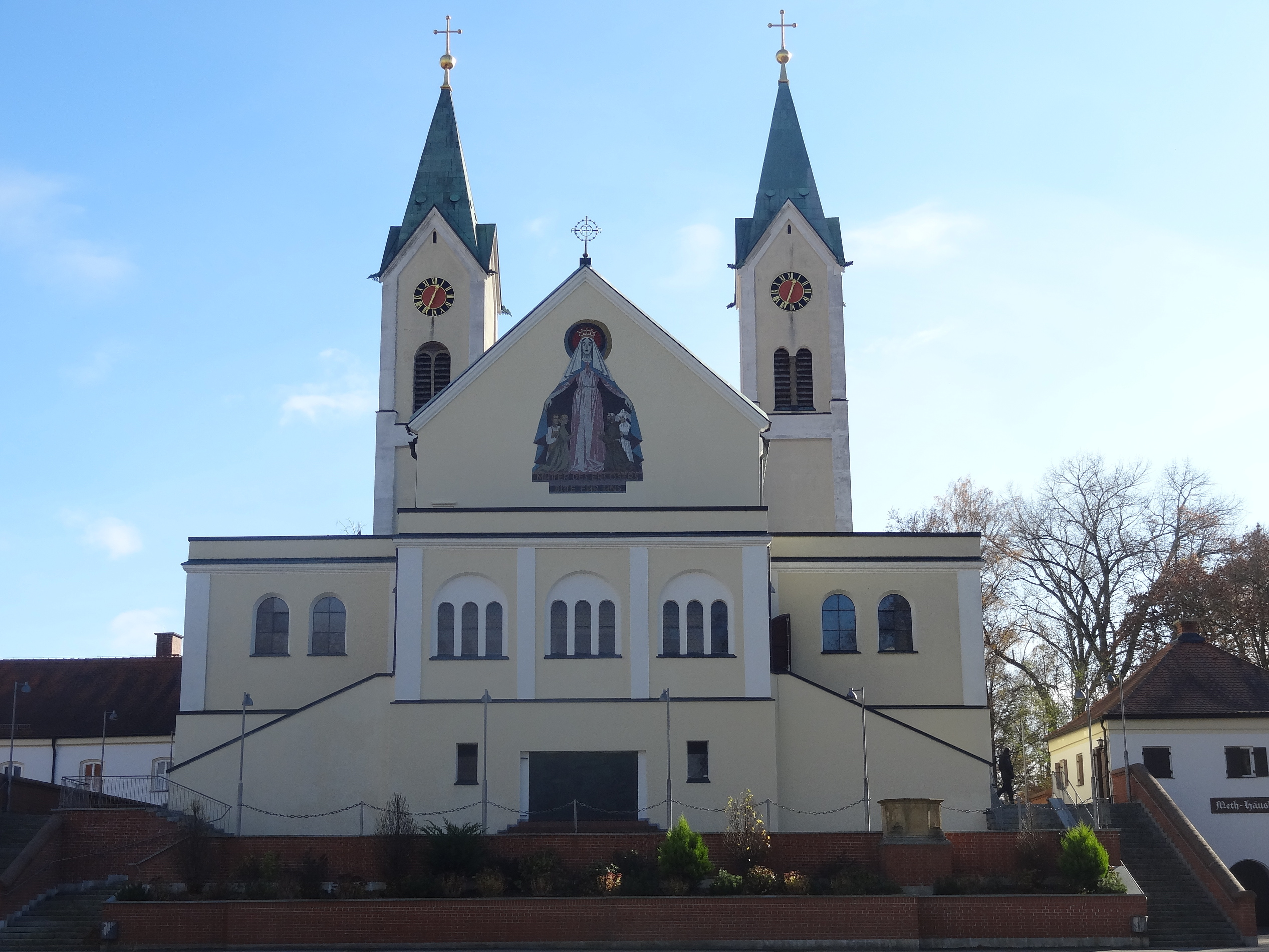
Die Hauptfassade der Wallfahrtskirche Maria Hilf (2015)

1886 konnten die Kapuziner wieder die Wallfahrtskirche übernehmen, dieses Mal für mehr als 100 Jahre. Diese zweite Zeit ist eng verknüpft mit dem heiligmäßigen Leben von Pater Viktrizius Weiß, für den derzeit ein Seligsprechungsverfahren der römisch-katholischen Kirche läuft. Der Sohn Anton Nikolaus eines Eggenfelder Chirurgen und Wohltäters war 1866 in Freising zum Priester geweiht worden. 1869 kam er als Präfekt und Dozent an das dortige Priesterseminar und promovierte über die Liturgie und Frömmigkeit der frühen afrikanischen Kirche. Der beliebte, mittlerweile 32-jährige Priester entschied sich 1875 für den Eintritt ins Noviziat der Kapuziner in Burghausen. Bereits neun Jahre später wählte man ihn zum Provinzial der bayerischen Kapuziner. Und zwei Jahre später war er es, der die Kapuziner wieder in Vilsbiburg ansiedelte, nachdem die Jesuiten und Redemptoristen im Zuge des Kulturkampfes Deutschland verlassen mussten. Mit 66 Jahren zog er sich schwer krank ins Kloster Vilsbiburg zurück, wo er anfangs noch häufig Beichte hörte und predigte. Bis zu seinem Tod am 8. Oktober 1924 versuchte er, trotz aller Leiden und fast völliger Taub- und Blindheit, immer noch in der Seelsorge mitzuarbeiten. Zunächst auf dem Klosterfriedhof begraben, wurde 1927 der Sarg im rechten Seitenschiff der Wallfahrtskirche beigesetzt.
Auch unter den Kapuzinerbrüdern gab es noch einschneidende Veränderungen an dem Gotteshaus. In den Jahren 1889 und 1890 malte Max Schmalzl die Kirche im Nazarenerstil neu aus. Von 1952 bis 1962 fand eine durchgreifende Renovierung statt, dabei ließ der damalige Wallfahrtsdirektor Pater Olaf Brecht die neuromanische Ausstattung entfernen. Sie wurde zum größten Teil durch original barocke Stücke und Nacharbeiten im Barockstil ersetzt. Die Raumgestaltung orientiert sich im Wesentlichen an dem klassizistischen Stil nach der Renovierung von 1796.
Am 15. September 1999 kam es für die Kapuziner zum schweren Entschluss, die Wallfahrt erneut an die Diözese zurückzugeben. Diese konnte 2005 die Ordensgemeinschaft der Salesianer Don Boscos für die Wallfahrtsseelsorge gewinnen, die dort ihrer Sendung gemäß einen stärkeren Akzent auf die Jugendpastoral legen. Dabei kommt ihnen zugute, dass dorthin schon seit Anfang der 1950er Jahre durch den BDKJ Kreis Landshut an Christi Himmelfahrt eine große Jugendwallfahrt stattfindet. Am 10. September 2005 wurden die Salesianerpatres vom damaligen Regensburger Bischof Gerhard Ludwig Müller in ihr Amt eingeführt, nachdem am 14. August der letzte diözesane „Bergpfarrer“, wie die Vilsbiburger den Pfarrer der Wallfahrtskirche im Unterschied zum „Stadtpfarrer“ nennen, verabschiedet worden war. Ihr Ordensgründer Don Bosco hatte, auf bayerischen und südländischen Vorbildern fußend, die Marienverehrung des Ordens auf die Verehrung von Maria, Hilfe der Christen, ausgerichtet.

## Beschreibung

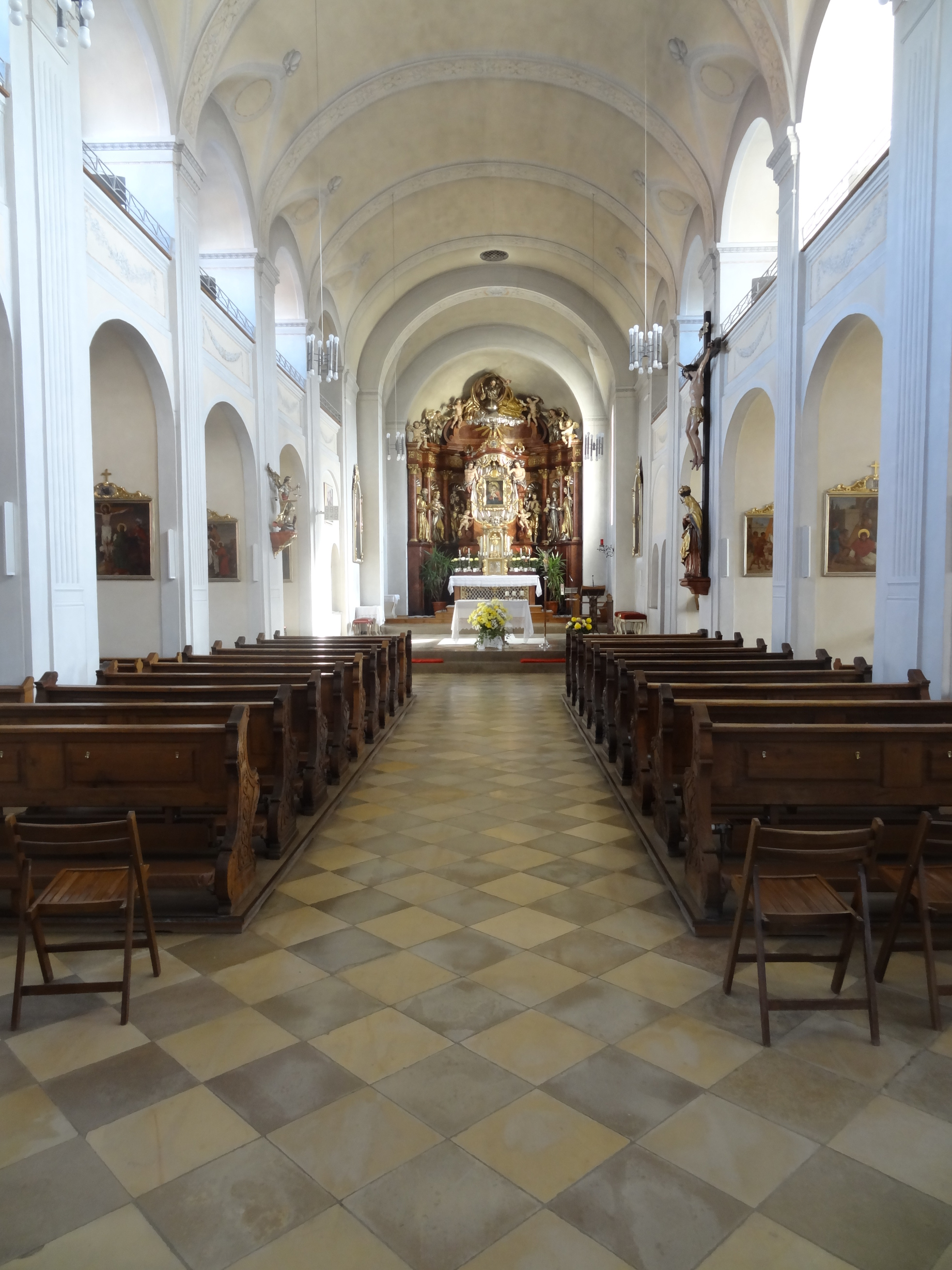
Blick ins Mittelschiff der Wallfahrtskirche

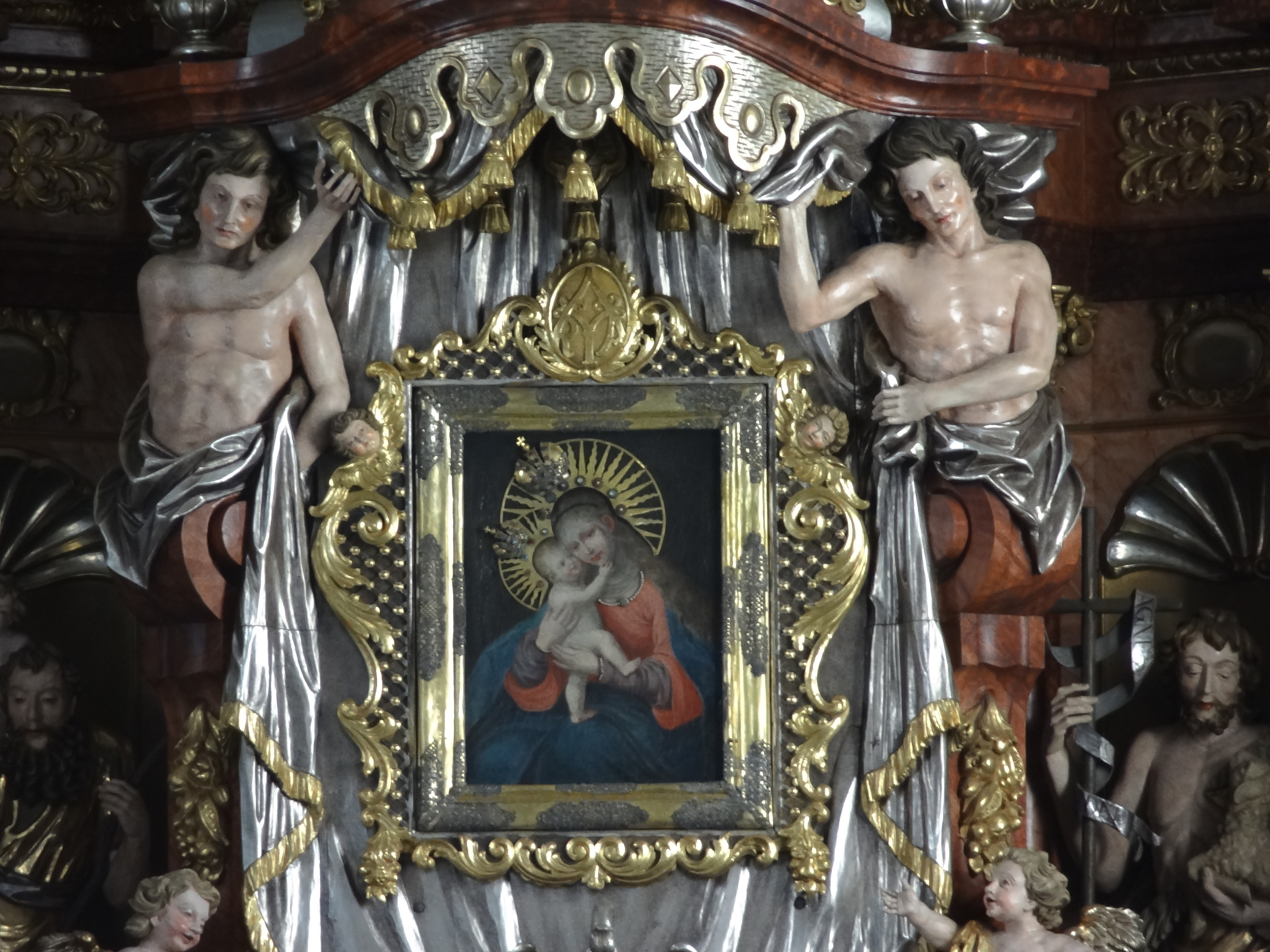
Das Gnadenbild Maria Hilf am Hochaltar

### Architektur
Die Wallfahrtskirche ist dem Bautyp nach eine dreischiffige Basilika. Das Mittelschiff mit Satteldach ist gegenüber den Seitenschiffen mit flach gedeckten deutlich überhöht und schließt in einem etwas niedrigeren Chor mit einer halbrunden Apsis. An die beiden Seitenschiffe schließt nach vorne jeweils ein Turm mit Spitzhelm an. Das Langhaus ist siebenjochig, sowohl Mittel- als auch Seitenschiffe sind mit Kreuzgratgewölbe ausgestattet, dessen Gurtbögen aus Pilastern aufsteigen. Die Durchbrüche vom Mittelschiff zu den Seitenschiffen sind rundbogig ausgeführt; darüber befinden sich jeweils Emporen mit Obergaden. Im vordersten Joch befinden sich in den Seitenschiffen Nebenräume, darüber jeweils ein Oratorium, das von der jeweiligen Empore aus zugänglich ist. Die seitlichen Wände der Seitenschiffe besitzen Rundbogennischen, anstelle eines Fensters befindet sich in der dritten Nische von hinten jeweils ein Nebenaltar.
Im hinteren Bereich des Mittelschiffs befindet sich die von zwei schlanken Granitsäulen getragene Orgelempore, dahinter ist eine Vorhalle mit drei Fensterachsen angebaut. Vom Kirchenvorplatz ist darüber der Dreiecksgiebel mit einem monumentalen Mosaik der Schutzmantelmadonna gut erkennbar, welches im Jahr 1960 von der Bayerischen Hofglasmalerei van Treeck gefertigt wurde. Unterhalb der Kirche befindet sich die Gruftkapelle, in der bis 1904 die Kapuzinerpatres beigesetzt wurden. Deren Eingangstor zum Kirchenvorplatz hin zeigt ein großes Kupferrelief mit der Ölbergszene von dem aus Velden stammenden Bildhauer und Architekten Georg Brenninger. Neben dem rechten Treppenaufgang zur Kirche befindet sich das sogenannte Meth-Häusl, am Südturm eine um 1740 von dem Vilsbiburger Bildhauer Johann Paul Wagner geschaffene Kreuzigungsgruppe.

### Ausstattung
Von der neuromanischen Ausstattung sind nur wenige Stücke erhalten, wie zum Beispiel die beiden Weihwasserbecken unter der Orgelempore. Zentrales Element der Ausstattung ist der 1953 nachgebaute barocke Hochaltar mit dem Gnadenbild Mariahilf. Sein Aussehen ist durch einen Kupferstich von Maria Ursula Hittlinger aus der Zeit um 1740 überliefert. Der Aufbau ist im Wesentlichen dreigeteilt: unten ein hoher Sockel, darüber eine Kolonnade mit Figurennischen, die das zentrale Gnadenbild umgeben, und als oberer Abschluss Gott Vater als Herrscher über das Universum, flankiert von zahlreichen Engeln. Das von einem Baldachin, den zwei Engeln zu lüften scheinen, bekrönte Gnadenbild ist freilich nur eine Kopie des Werkes von Lucas Cranach dem Älteren ist. Es wird dem in Venedig geborenen Maler Daniel Bisani zugeschrieben, der es in Vilsbiburg gefertigt haben soll. Es ist von Heiligenfiguren des Bildhauers Engelbert Hein umgeben, und zwar von links nach rechts von Konrad von Parzham, Elisabeth von Thüringen, Christophorus, Johannes dem Täufer, Klara von Assisi und Leonhard von Limoges. Unterhalb des Gnadenbildes ist der Tabernakel zu finden, der von einem Pelikan als Symbol für den Opfertod Christi bekrönt wird. Die Silberreliefs mit der Verkündigungsszene schuf der Mühldorfer Gold- und Silberschmiedemeister Glückel im Jahr 1954. Außerdem befinden sich im Chor zwei Bilder des Hofmalers Andreas Wolff aus Landshut, die Anfang des 18. Jahrhunderts für das dortige Kapuzinerhospiz gemalt wurden, sowie ein modernes Gemälde des Heiligen Don Bosco, das 1985 von dem italienischen Künstler Gian-Franco Rizzi aus Turin geschaffen wurde.
Die beiden Seitenaltäre an den Stirnseiten der Seitenschiffe sind den Heiligen Josef (links) und Johannes Nepomuk (rechts) geweiht und werden jeweils von Reliquienbehältern geziert. Das Altarblatt des Josefsaltares aus dem 18. Jahrhundert zeigt seinen Namensgeber, wie er schützend des Jesuskind im Arm hält, daneben Maria als Schmerzensmutter, darüber ein Engel mit Kreuz, das bereits auf die Passion Christi hinweist. Außerdem ist ein gemaltes Antependium aus dem 19. Jahrhundert vorhanden, das den Tod des Heiligen Josef in Anwesenheit von Maria und Jesus zeigt. Der Nepomukaltar enthält ein Altarblatt mit einer Darstellung des Martyriums seines Namensgebers. Vor dem rechten Seitenaltar befindet sich das Grab von Pater Viktrizius Weiß. Die beiden Nebenaltäre an den Seitenwänden der Seitenschiffe sind mit einer Kreuzigungsgruppe im Rokokostil aus der Mitte des 18. Jahrhunderts (links) bzw. mit spätgotischen Schnitzfiguren der Anna selbdritt, des Hl. Petrus und der Hl. Agnes aus der Zeit um 1500 (rechts) geschmückt. Auch sie verfügen jeweils über Reliquienbehälter.

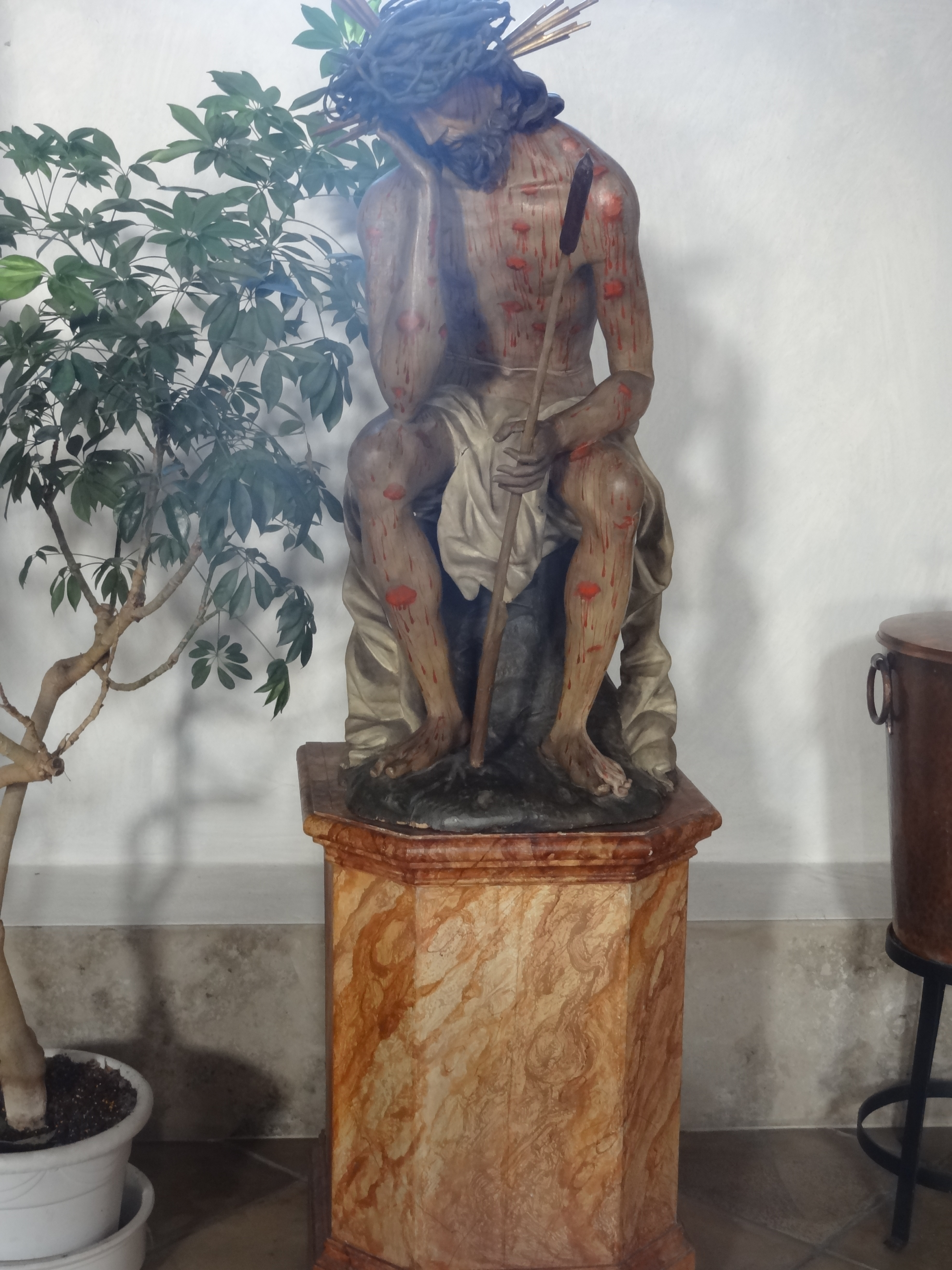
Spätgotische Holzplastik Christus in der Rast aus dem Umfeld Hans Leinbergers

Außerdem sind auch die spätgotische Sitzfigur Christus in der Rast im linken Seitenschiff, die der Schule Hans Leinbergers zugeschrieben wird, sowie der Kreuzwegzyklus von Max Schmalzl aus der Zeit um 1880 interessant. An gegenüberliegenden Position an den Langhauspfeilern im Mittelschiff befinden sich eine spätbarocke Statuengruppe aus der Werkstatt Christian Jorhans um 1750, die den Erzengel Michael im Kampf gegen Luzifer zeigt, und ein ebenfalls barockes Kruzifix mit einer Figur der Schmerzensmutter darunter. An den Rückwänden der Seitenschiffe sind zahlreiche Votivtafeln angebracht, die von vielen Gebetserhörungen der Mutter Gottes künden. Über der Eingangstür der Kirche hängt ein bemerkenswertes Gemälde aus dem 18. Jahrhundert, das Jesus und seine Jünger beim Emmausgang zeigt, wobei die Szene vor einer Ansicht des Schlosses Nymphenburg in München wiedergegeben ist.
Der sogenannte Krippengang unterhalb des enthält vier Statuengruppen des Münchener Bildhauers Johann Petz, die in den Jahren 1865 und 1866 gefertigt wurden. Hier sind auch mehrere Glasgemälde von der Franz Mayer’schen Hofkunstanstalt, die die Geschichte der Wallfahrtskirche nachzeichnen, und der aus Rotmarmorepitaph des Stifters Donatus Barnabas Orelli zu sehen. Interessant ist außerdem die Jahreskrippe aus der Zeit um 1900, die mit über hundert Figuren im Jahresverlauf wechselnde Szenen zeigt. Sie ist in einem Raum unterhalb des linken Seitenschiffes untergebracht.

### Orgel

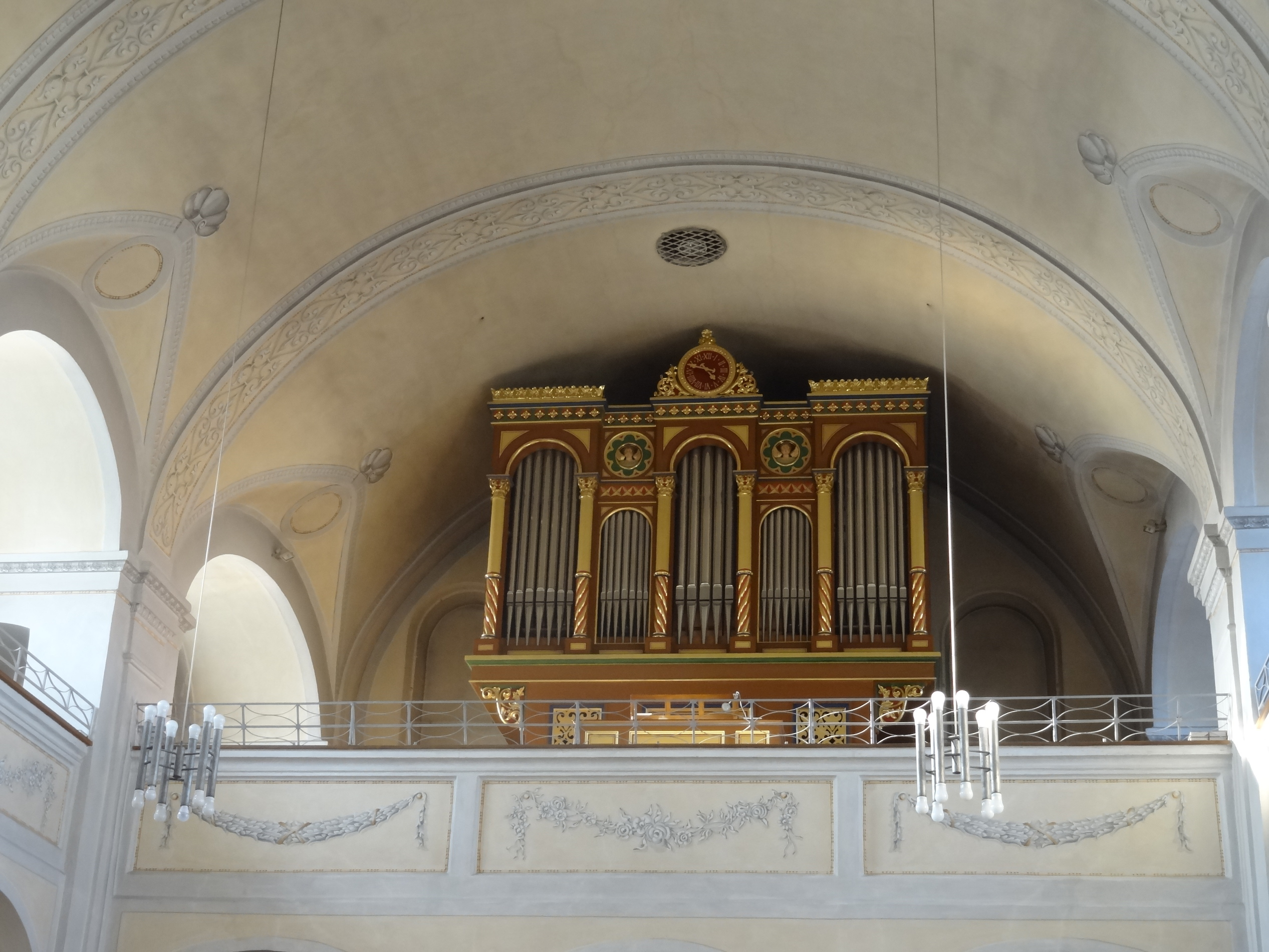
Orgel der Wallfahrtskirche

Im Jahr 1701 baute Christoph Pürkl aus Regensburg eine Orgel mit vier Registern für die Kirche; dieses Instrument wurde 1825 an die Kirche St. Martin in Dirnaich verkauft. Als Ersatz wurde im selben Jahr eine Orgel mit sieben Registern von Ludwig Ehrlich aus Moosburg angeschafft. Diese wurde 1870 in die Spitalkirche Heilig Geist am Vilsbiburger Stadtplatz verbracht, wo sie bis heute erhalten ist.
Die heutige Orgel der Wallfahrtskirche geht zurück auf ein Instrument, das im Jahr 1870 von dem Orgelbauer Anton Ehrlich aus Straubing errichtet worden war. 1909 baute Ignaz Weise (Plattling) ein neues Werk in das neuromanische Gehäuse von 1870, wobei Material der Vorgängerorgel wiederverwendet wurde. In den Jahren 1950/51 fertigte Eduard Hirnschrodt aus Regensburg wiederum ein neues Instrument, welches unter teilweiser Wiederverwendung des historischen Bestandes in das Gehäuse von 1870 integriert wurde. Im Jahr 2006 wurde das Instrument komplett abgebaut und bis Februar 2007 durch Armin Ziegltrum aus Pfaffenberg neu errichtet. Dabei entstand auch ein neues Orgelgehäuse. Das heutige Orgelwerk umfasst insgesamt 23 Register auf Schleifladen mit mechanischen Spiel- und Registertrakturen. Die Disposition orientiert sich an Instrumenten des ausgehenden 18. und frühen 19. Jahrhunderts. Sie lautet im Einzelnen:
| I Hauptwerk C–g3 |             |    |
| 1.               | Principal   | 8′ |
| 2.               | Allemanda   | 8′ |
| 3.               | Violdigamba | 8′ |
| 4.               | Piffara     | 8′ |
| 5.               | Octav       | 4′ |
| 6.               | Fletten     | 4′ |
| 7.               | Quint       | 3′ |
| 8.               | Superoctav  | 2′ |
| 9.               | Mixtur V    | 2′ |
| 10.              | Trompete    | 8′ |

| II Positiv C–g3 |              |        |
| 11.             | Copel        | 8′     |
| 12.             | Dulciana     | 8′     |
| 13.             | Fugara       | 4′     |
| 14.             | Spitzfletten | 4′     |
| 15.             | Nazard       | 3′     |
| 16.             | Waldfletten  | 2′     |
| 17.             | Terz         | 1 3⁄5′ |
| 18.             | Cymbel III   | 1′     |
| 19.             | Cromorne     | 8′     |
|                 | Tremulant    |        |

| Pedal C–f1 |            |     |
| 20.        | Subbass    | 16′ |
| 21.        | Octavbass  | 8′  |
| 22.        | Copelbass  | 8′  |
| 23.        | Posaunbass | 16′ |

- Koppeln II/I, I/P, II/P

### Glocken
Die fünf Glocken erklingen in der Tonfolge as°-c'-es'-f'-g'. Die Glocken wurden von der Glockengießerei Rudolf Perner aus Passau gegossen. Bei der as°-Glocke handelt es sich um eine der größten Durglocken Deutschlands. Ursprünglich bestand das Geläut der Wallfahrtskirche aus vier Glocken, es wurde 1897 um eine fünfte Glocke, die Marienglocke, der Landshuter Glockengießerei Johann Hahn ergänzt.
In den beiden Weltkriegen wurden jeweils sämtliche Glocken eingezogen und in der Folge durch neue ausgetauscht. Die heutigen Glocken von der Glockengießerei Rudolf Perner in Passau stammen aus dem Jahr 1953. Sie sind dem heiligen Josef, dem heiligen Bruder Konrad, dem heiligen  Franz von Assisi und dem heiligen Antonius von Padua geweiht. Mit der Anschaffung einer Marienglocke im Jahr 1959 war das Geläut wieder komplett.